# پسرک را بکش
«پسرک را بکش» (انگلیسی: Kill the Boy) قسمت سوم از فصل پنجمِ مجموعهٔ تلویزیونیِ خیال‌پردازانهٔ بازی تاج‌وتخت و قسمت ۴۳ از کلِ این سریال است.
فیلم‌نامه‌نویس این قسمت بریان کاگمن و کارگردان آن جرمی پودسوا است. این قسمت از سریال که در ۱۰ مه ۲۰۱۵ منتشر شد، آخرین حضور ایان مک‌الینی در مجموعه است.
عنوان سریال اشاره به نصیحتی است که «استاد ایمون» به جان اسنو می‌کند: «پسرکِ [درونت] را بکش و بگذار مرد [درونت] زاده شود.»

## تولید

### نگارش
این قسمت توسط تهیه‌کننده سریال، بریان کاگمن، نوشته شده است و شامل محتوایی از دو رمان جرج آر. آر. مارتین، ضیافتی برای کلاغ‌ها، بخش‌های سم‌ول اول و سم‌ول چهارم، و رقصی با اژدهایان فصل‌های جان دوم، جان سوم، جان یازدهم، جان سیزدهم، ریک سوم، دنریس پنجم و تیرین پنجم می‌باشد.

## فیلم‌برداری
قسمت «پسر را بکش» به کارگردانی جرمی پودسوا ساخته شده است. او همچنین قسمت بعدی با عنوان «تعظیم‌نکرده، زانونزده، شکست‌نخورده» را کارگردانی کرده است که برای جوایز امی ساعات پربیننده در بخش بهترین کارگردانی سریال درام نامزد شده بود.